# Mucilago crustacea
Mucilago crustacea, auf Deutsch auch manchmal Schaumpilz oder Grubiges Polsterkissen genannt, ist ein Schleimpilz (Myxomycet) aus der Familie Didymiidae.

## Merkmale
Die Aethalien (Fruchtkörper) sitzen direkt auf dem Substrat auf. Sie bestehen aus locker oder dicht stehenden Röhren, die sich auf den Ausstülpungen der häutigen Unterlage (Hypothallus) befinden. Sie besitzen eine korallenartige Form und weisen Verzweigungen auf. Die Aethalien können eine Breite von 10 cm und eine Höhe von 3, manchmal 5 cm erreichen. Sie umschließen dabei das Substrat, das sie besiedeln, vollständig. Die Färbung reicht von weiß bis rahmfarben. Nach Verschwinden der Kruste (Cortex) werden sie grau bis grauschwarz.
Der Hypothallus ist farblos oder cremefarben bis weiß. Zu den Röhren hin ist er bandförmig ausgezogen. Es ist hornartig, schwammig porös und weist kristallinen Kalk auf.
Der weiß bis cremefarbene, brüchige Cortex besitzt eine schaumig-blasige Gestalt und fällt recht schnell ab. Er weist sternförmige bis unregelmäßig abgerundete Kristalle auf. Die Peridie (Wand des Sporenkörpers) der ursprünglich zahlreichen Einzelfruktifikationen ist zart und weiß (mit Kalk bestäubt) oder irisierend (kalkfrei). Im durchfallenden Licht erscheint sie farblos. Später reißt sie unregelmäßig der Länge nach auf, wobei die Reste ausgefranst sein können und so ein Pseudocapillitium bilden. Gelegentlich entsteht durch eine tief ins Innere der Fruktifikation reichende Falte der Peridie eine Pseudocolumella. Es ist folglich als breites, zweilagiges Band ausgebildet.
Das Capillitium ist ein dichtes Netz aus engen Maschen und besitzt eine dunkelbraune bis fast schwarze Farbe. Die einzelnen Fäden haben einen Durchmesser von bis zu 4 µm. Sie weisen mitunter knotige Anlagerungen und spindelförmige Verdickungen auf. An den Verzweigungsstellen ist das Gewebe verbreitert. Es besitzt freie Enden, an denen die Fasern spitz zulaufen und farblos erscheinen. Die Sporen sind in Masse schwarz, im durchfallenden Licht violettbraun. Sie sind kugelig geformt und besitzen einen Durchmesser von 10 bis 18 µm. Die Oberfläche ist mit bis zu 1 µm langen Warzen und Stacheln besetzt.
Das Plasmodium ist cremefarben bis gelblich. Unmittelbar vor der Bildung von Fruktifikationen färbt es sich dunkelgrau.

## Artabgrenzung
Ähnlich ist Fuligo candida. Sie besitzt jedoch eine uneben schaumige oder netzige Oberfläche und keine korallenartige Struktur. Darüber hinaus fehlt ihr der kristalline Kalk in der Peridie.

## Ökologie und Verbreitung
Mucilago crustacea fruktifiziert auf verschiedenen Substraten. Sie bevorzugt offene Standorte wie Wiesenränder und befällt Gräser, Pflanzenstängel oder dünne Äste von Sträuchern wie z. B. die Gemeine Hasel. Die Fruktifikationen sind von März bis November, davon hauptsächlich im Sommer und Herbst zu finden.
Der Schleimpilz wird gelegentlich von Acremonium spec., dem Konidienstadium des Schlauchpilzes Nectriopsis candicans, besiedelt.
Mucilago crustacea ist ein Kosmopolit. In Mitteleuropa ist sie verbreitet, kommt jedoch meist nur zerstreut vor. Nur stellenweise ist die Art häufiger anzutreffen.

## Systematik
Die Gattung Mucilago ist monotypisch mit Mucilago crustacea als einziger Art.
Innerhalb der Art wird eine Var. solida unterschieden, deren Fruktifikationen besonders dicht zusammengedrängt liegen oder zum Teil miteinander verschmelzen. Das Capillitium ist dünner und weist zahlreiche, oft große, häutige Verbreiterungen auf. Die Sporen messen nur 9 bis 12 µm. Sie sind dunkler und besitzen oft dicht stehende Warzen, die nicht länger als 0,5 µm lang sind.
Weiterhin existiert das unveröffentlichte Taxon var. dictyospora. Die Sporen sind zwischen 12 und 14 µm groß und weisen eine feinmaschige, teilweise unterbrochene Netzstruktur auf.